# Robert Maillart
Pour les articles homonymes, voir Maillart.

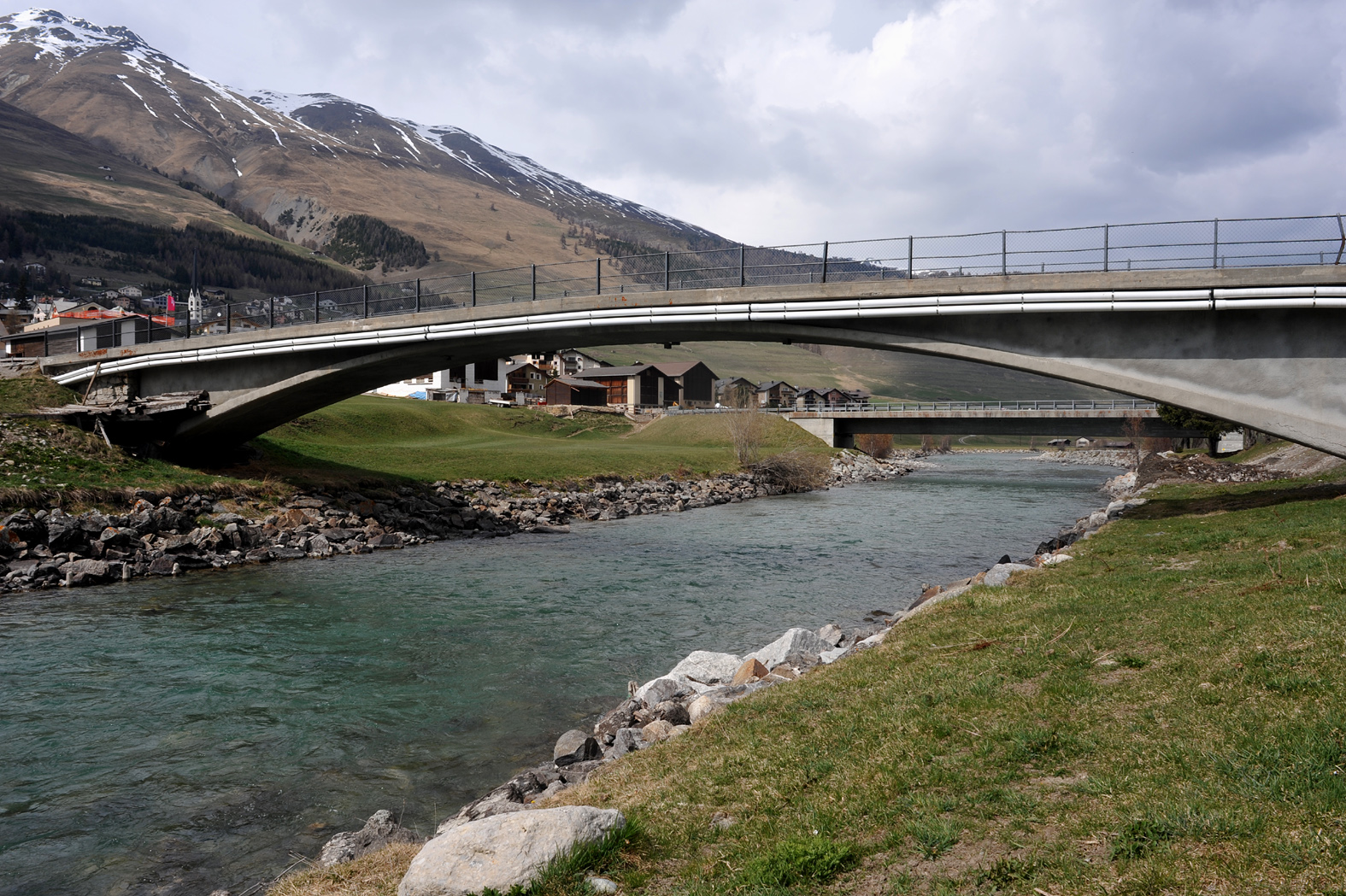
Le pont de Zuoz (1900).

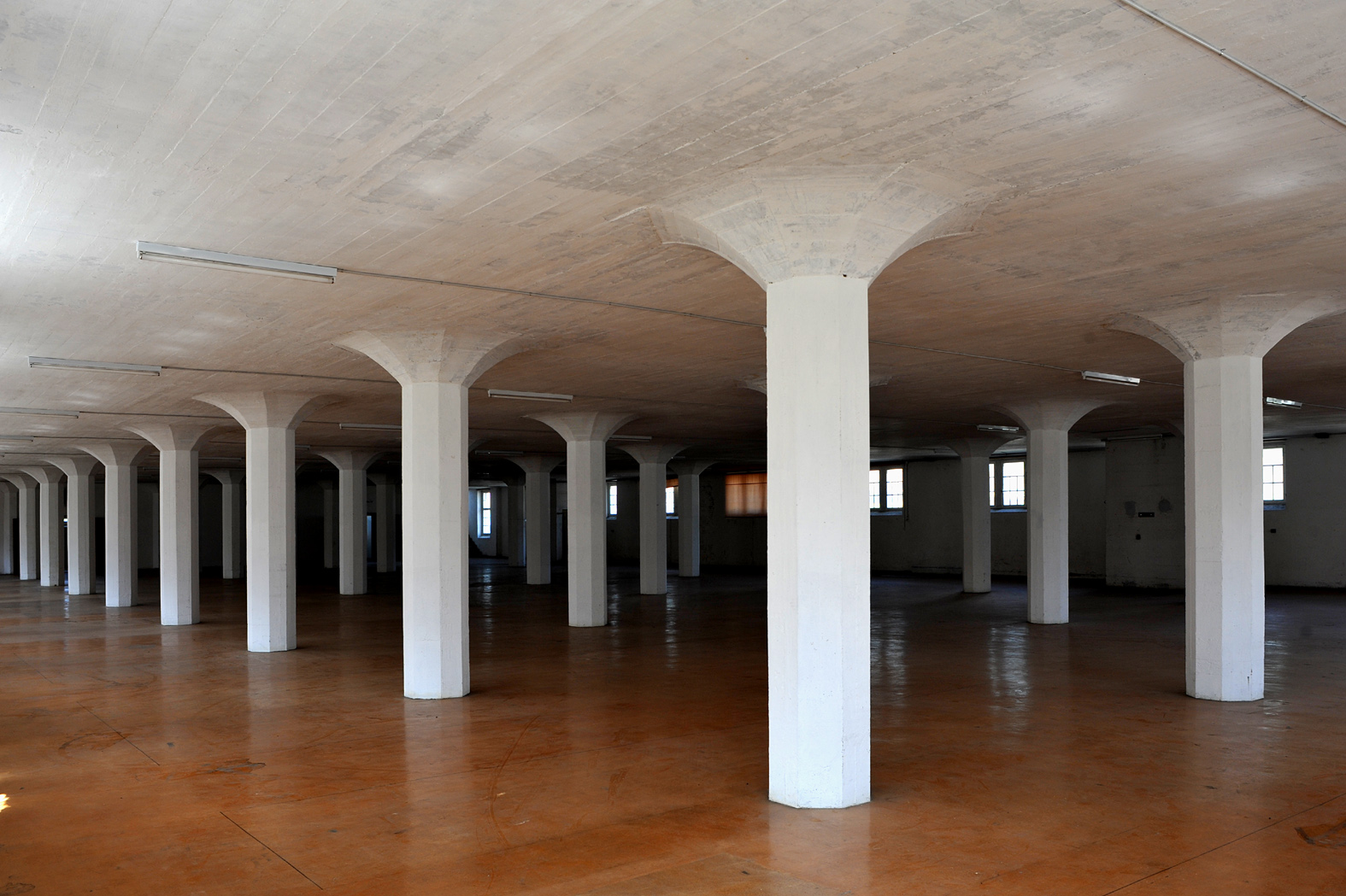
Halle aux céréales d'Altdorf (Suisse) : les dalles-champignon sont une contribution significative de Robert Maillart à la technique du béton armé.

Robert Maillart (né le 6 février 1872 à Berne et décédé le 5 avril 1940 à Genève) était un ingénieur en génie civil Suisse, qui a révolutionné les constructions en béton armé.

## Biographie
C'est à l'École polytechnique fédérale de Zurich qu'il obtient son diplôme d'ingénieur. Très rapidement, il refuse d'utiliser les techniques traditionnelles de construction, qui consistaient à écarter toutes les formes d'ouvrages dont on ne pouvait prédire mathématiquement le comportement. Il fonctionne plus à l’analyse graphique des lignes de forces, ainsi qu'avec des essais sur des maquettes. Cette méthode de travail lui permet de mettre en œuvre des formes qui n'auraient jamais été créées en temps normal.
En 1900, la société Froté et Westermann lui confie le projet de construire un pont enjambant l'Inn pour la ville de Zuoz. Long de trente mètres, le projet originel consistait en un pont en acier, mais Maillart propose pour presque le même prix un pont en béton armé utilisant une variante de sa création du pont en arc, le pont en arc caissonné.
Il crée en 1902 son entreprise d'architecture, mais il se voit contraint de réaliser d'autres ouvrages en plus des ponts, ces derniers ne sont pas assez nombreux pour faire vivre sa société. C'est ainsi qu'il se voit confier le projet de deux citernes à gaz en béton à Saint-Gall en Suisse. Ces citernes contiennent dans leur enceinte de l'eau pour empêcher toute fuite de gaz. Ce liquide exerce une pression sur les parois des citernes. Le projet originel propose des parois épaisses en béton armé, mais Maillart présente un projet avec des parois plus fines, mais entourées de cerclages en acier (comme les tonneaux). L'ouvrage faisant appel à moins de béton que prévu (seulement le quart), il est moins coûteux à réaliser. Il publie l'analyse graphique de ce modèle en 1907.
En 1910, il réalise un entrepôt à plusieurs étages, dont les dalles en béton (formant le plancher) sont soutenues uniquement par des colonnes, sans l'aide des traditionnelles poutres horizontales. Il réalise cela en évasant le sommet des colonnes pour leur faire soutenir une large surface de la dalle, répartissant ainsi les forces exercées par le poids de la dalle et de la charge se trouvant dessus.
Ses ouvrages ont beaucoup de succès, principalement parce qu'ils sont moins chers que ce que propose la concurrence. En effet, Maillart cherche à rendre ses ouvrages esthétiques en les affinant. Comme moins de béton est utilisé, le coût de construction se trouve ainsi réduit de façon notable.
Dès 1912, avec l'industrialisation de la Russie, ce pays devient un marché important pour l'entreprise de Maillart. Lorsque la Première Guerre mondiale éclate, il est bloqué en Russie avec sa famille. Lors de la Révolution russe il manque de peu de mourir. Il revient en Suisse en 1919 et a perdu toute sa fortune.

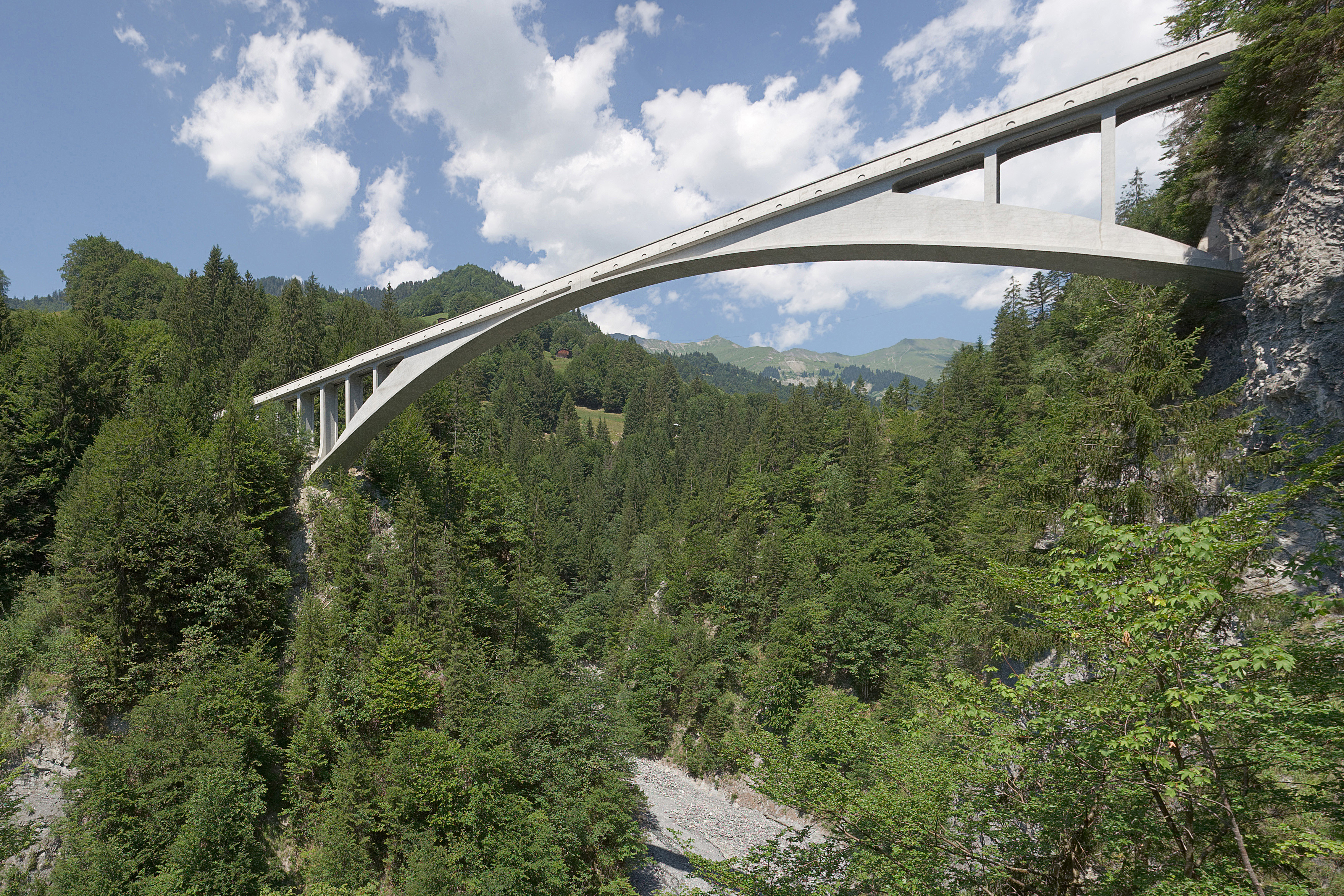
Pont de Salginatobel

Il se remet à travailler sur des ponts et continue d'amincir ses ouvrages. Notamment en raidissant le tablier, ce qui lui permet de réduire l'arc. Le pont de Salginatobel construit en 1930 au-dessus des Gorges de la Salgina en Suisse en est peut-être le plus parfait exemple.
Il décède en 1940, sans être particulièrement reconnu, même au sein de sa profession.

## Reconnaissance
Il faudra attendre quelques années avant que son œuvre ne soit remarquée, par les architectes dans un premier temps, puis par les ingénieurs.
Alors que ses techniques étaient critiquées de son temps par le manque de sécurité que voyaient nombre d'ingénieurs dans la non-utilisation de l'analyse mathématique du comportement des ouvrages en béton armé (car il était impossible à cette époque de calculer ces contraintes, aujourd'hui les ordinateurs peuvent facilement les réaliser), elles sont aujourd'hui enseignées dans les écoles de génie civil.

## Ouvrages
Voici quelques ouvrages célèbres de Robert Maillart :
- Pont de Tavanasa (1905), détruit en 1927 par une avalanche
- Immeuble Filter à Rorschach (1912)

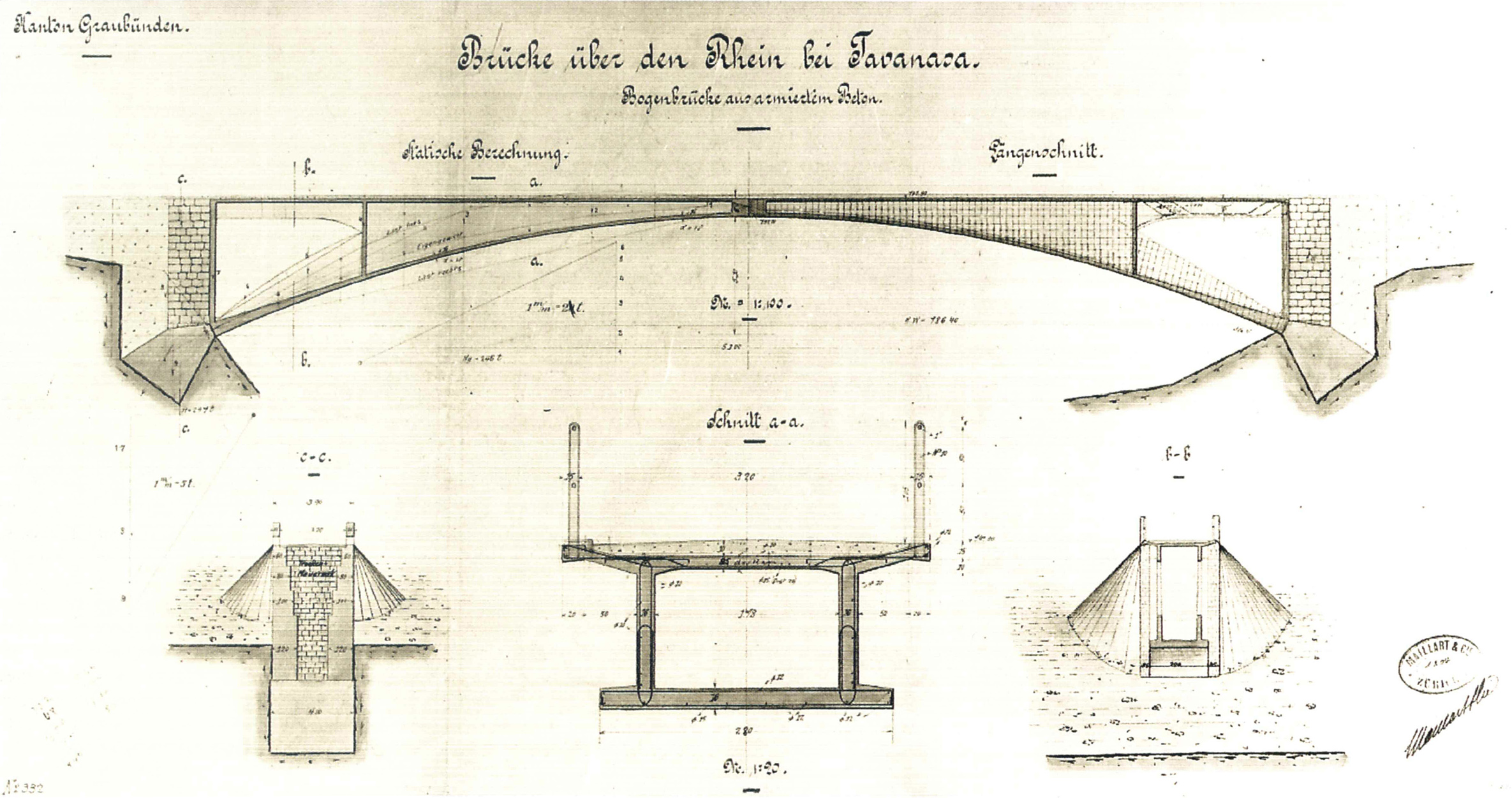
Plan du pont de Tavanasa.

- Pont de Salginatobel (1930)
- Pont de Vessy (1936)

## Source
- Les ponts légers de Robert Maillart, de David Billington, dans Pour la Science de septembre 2000